# Chiesa di Santa Maria della Pietà (San Severo)
La chiesa di santa Maria della Pietà, monumento nazionale, è un piccolo ma importante luogo di culto cattolico di San Severo. È detta anche dei Morti (ossia delle anime purganti), in quanto affidata nel 1707 all'omonima congregazione laicale, la più antica tra le congreghe attualmente attive, chiamata pure dei Nobili (oggi Arciconfraternita dell'Orazione e Morte di N.S.G.C), fondata nel 1580 e canonicamente eretta nel 1693 (ha ottenuto il regio assenso nel 1758).
È uno dei massimi monumenti barocchi della regione. Fu eretta nelle forme attuali nel primo Settecento. L'esterno del tempio è sostanzialmente rustico, poiché a poca distanza dalla facciata, entro il 1732, fu costruito un piccolo arco trionfale purtroppo demolito nel 1839. Nel fastoso interno, colle paraste rivestite di preziosi marmi commessi (opere di Aniello Greco e applicati non oltre il 1753) e le pareti adorne di stucchi dorati e dipinti barocchi (Storie di Gesù e Maria di Aurelio Gentilotti), troneggia, sotto una slanciata cupola con decorazioni a stucco (esternamente rivestita di maioliche policrome), la grande macchina d'altare, realizzata dai marmorari napoletani Michele Salemme e Antonio Pelliccia entro il 1772. La macchina, che si erge imponente oltre la superba balaustrata marmorea a transenne intarsiate, conserva il prodigioso affresco quattrocentesco della Madonna della Pietà: la leggenda vuole che dal volto della Vergine, accoltellato da un pellegrino iracondo nel 1557, sia stillato sangue.
Alla sinistra dell'altare maggiore si venerano le spoglie del santo martire Adeodato, custodite in un fiorito reliquiario di legno dorato inquadrato in un prezioso altarolo marmoreo del 1760 realizzato da Aniello Greco, mentre alla destra è l'organo a canne di Fulvio d'Onofrio (che sostituì nel 1873 quello originario di Gennaro Bradetta), con lussureggiante cantoria lignea settecentesca. Oltre l'organo è la sala del coro, circondata da severi stalli in legno di noce (XVIII sec.). Il singolare pavimento rococò della chiesa, in pietra garganica e marmi policromi, è opera dei fratelli Pietro e Gregorio Palmieri di Pescocostanzo (1762). Nelle sei cappelle laterali si conservano le statue settecentesche di san Giuseppe e dell'Addolorata, opere del sanseverese Sebastiano Marrocco, e quelle ottocentesche dell'Immacolata, di san Filippo Benizzi e dell'Angelo Custode, opere del napoletano Giuseppe Catello, oltre al simulacro, modesto, di santa Apollonia (sec. XIX).
Chiusa per i danni riportati a causa del terremoto del 2002, è stata riaperta, dopo un integrale restauro, il 2 aprile 2009.
È grancia di San Severino e sede dell'Arciconfraternita dell'Orazione e Morte di N.S.G.C.

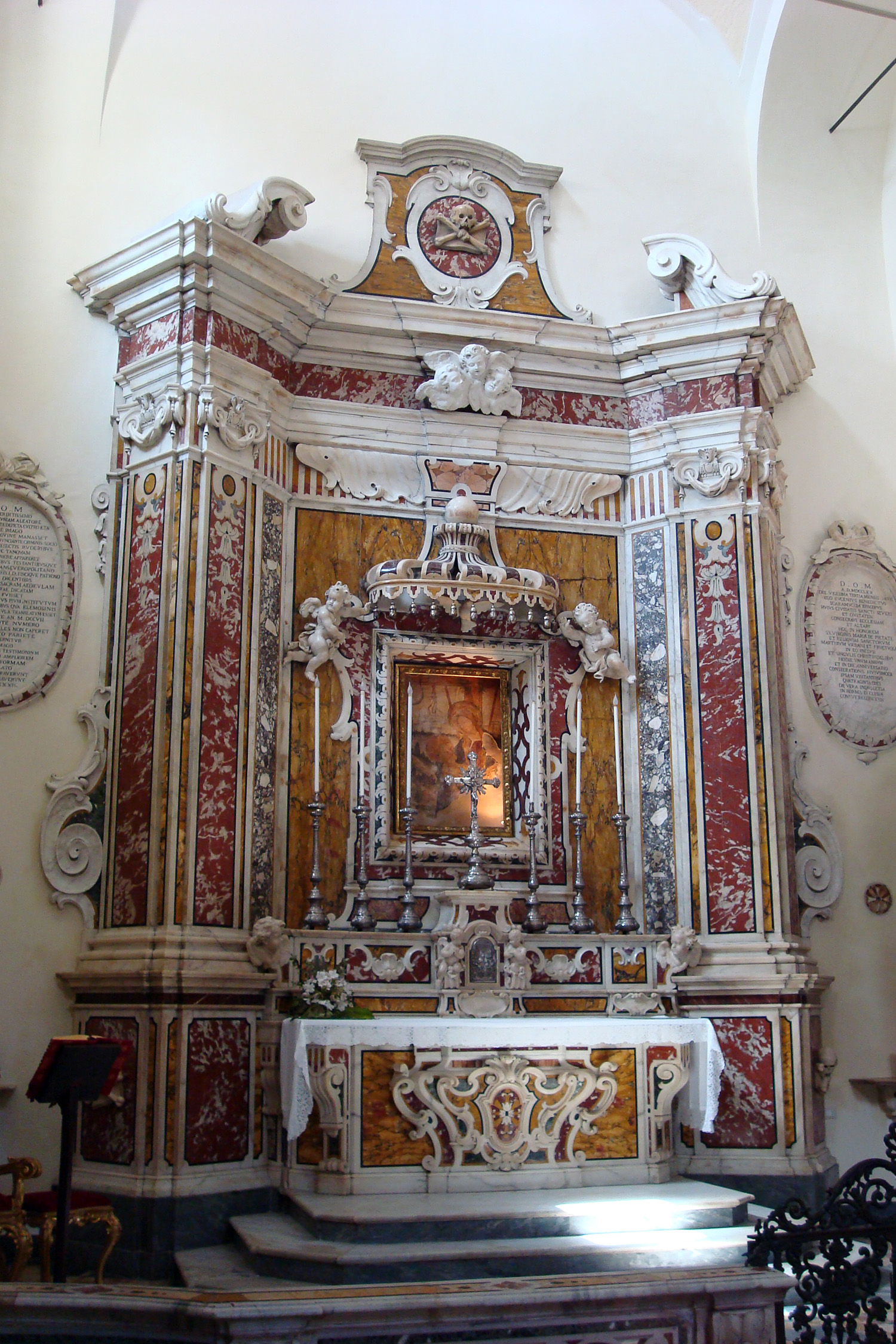
L'altare maggiore
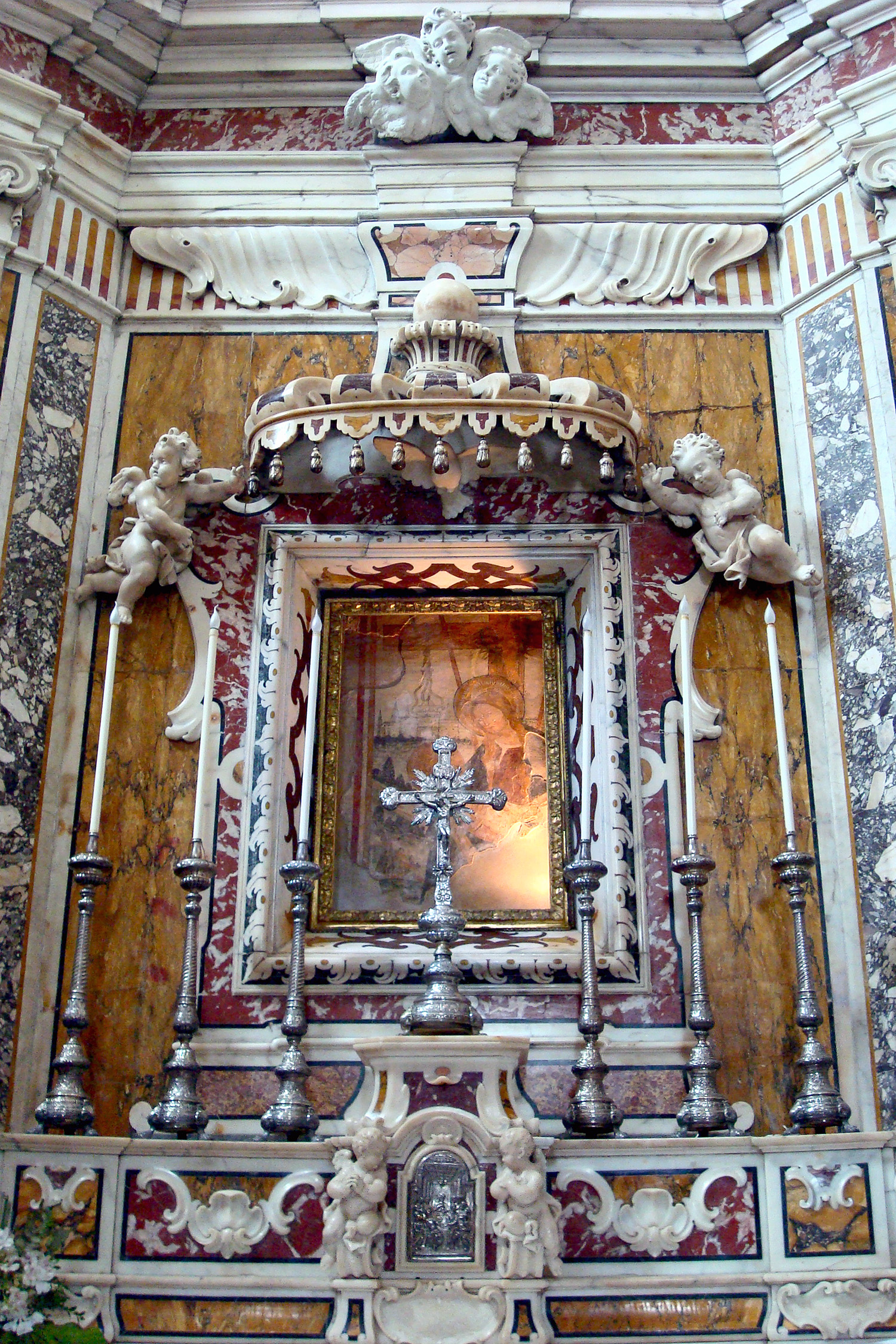
Particolare dell'altare maggiore
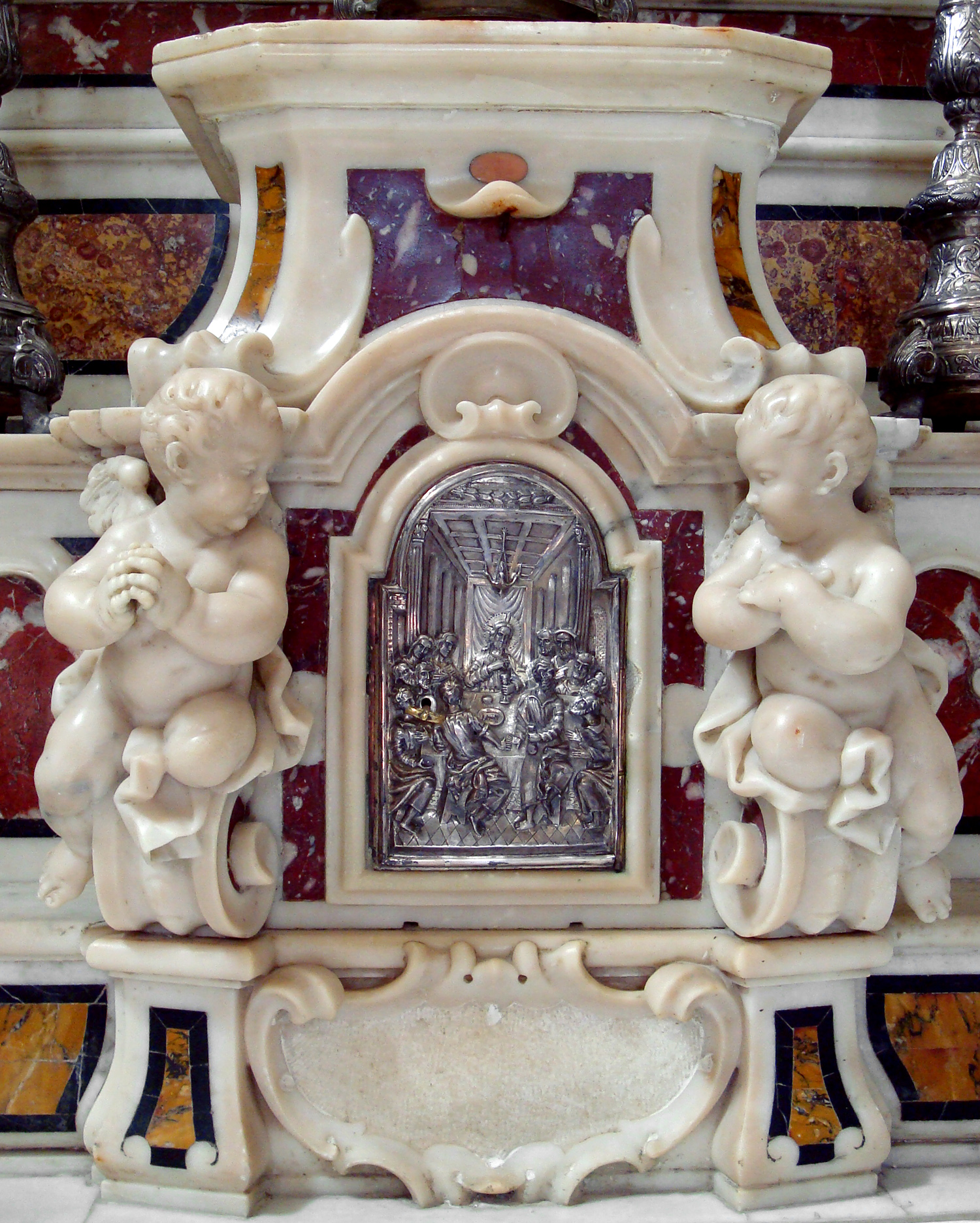
Il tabernacolo
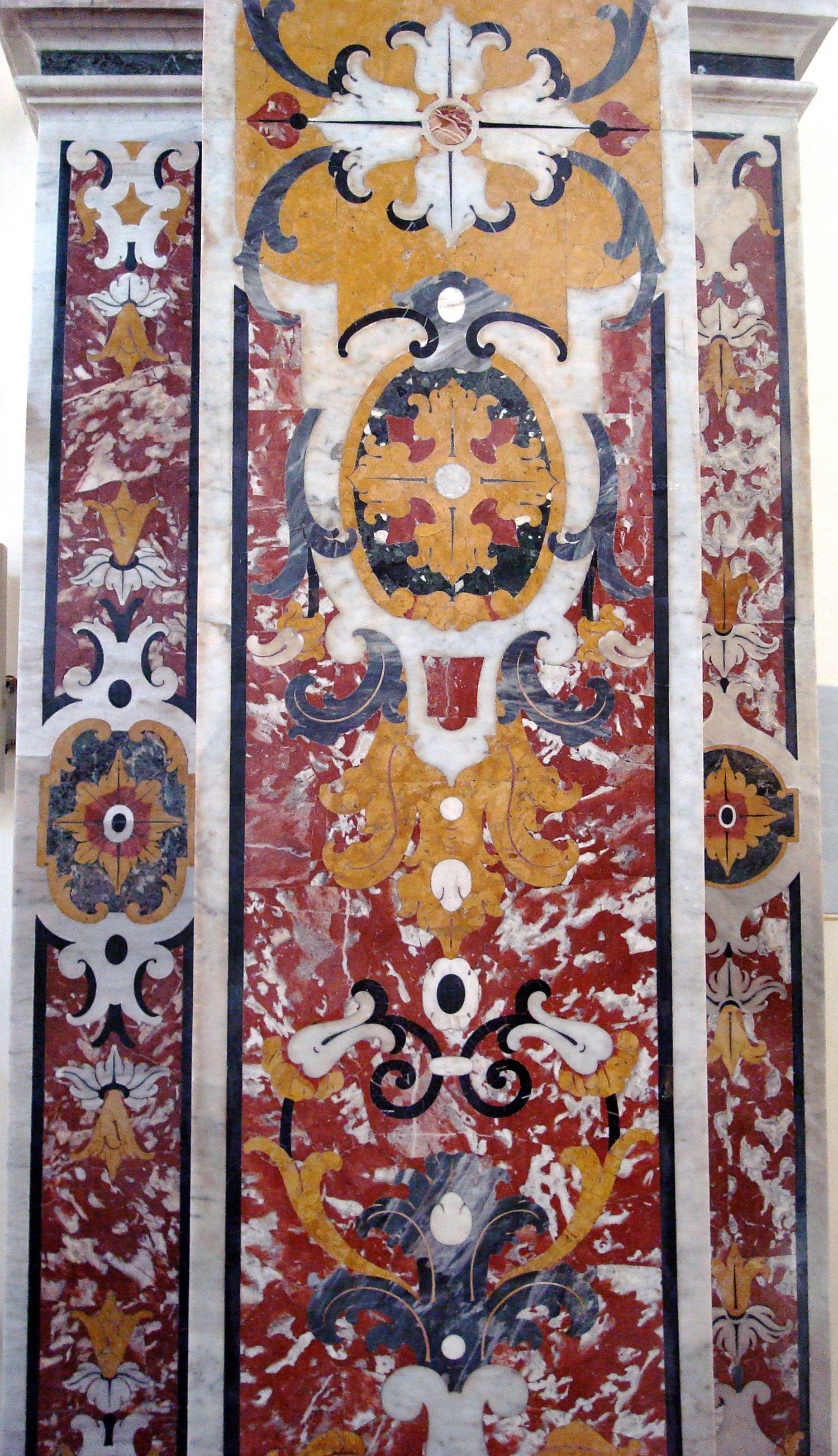
Particolare dei marmi commessi
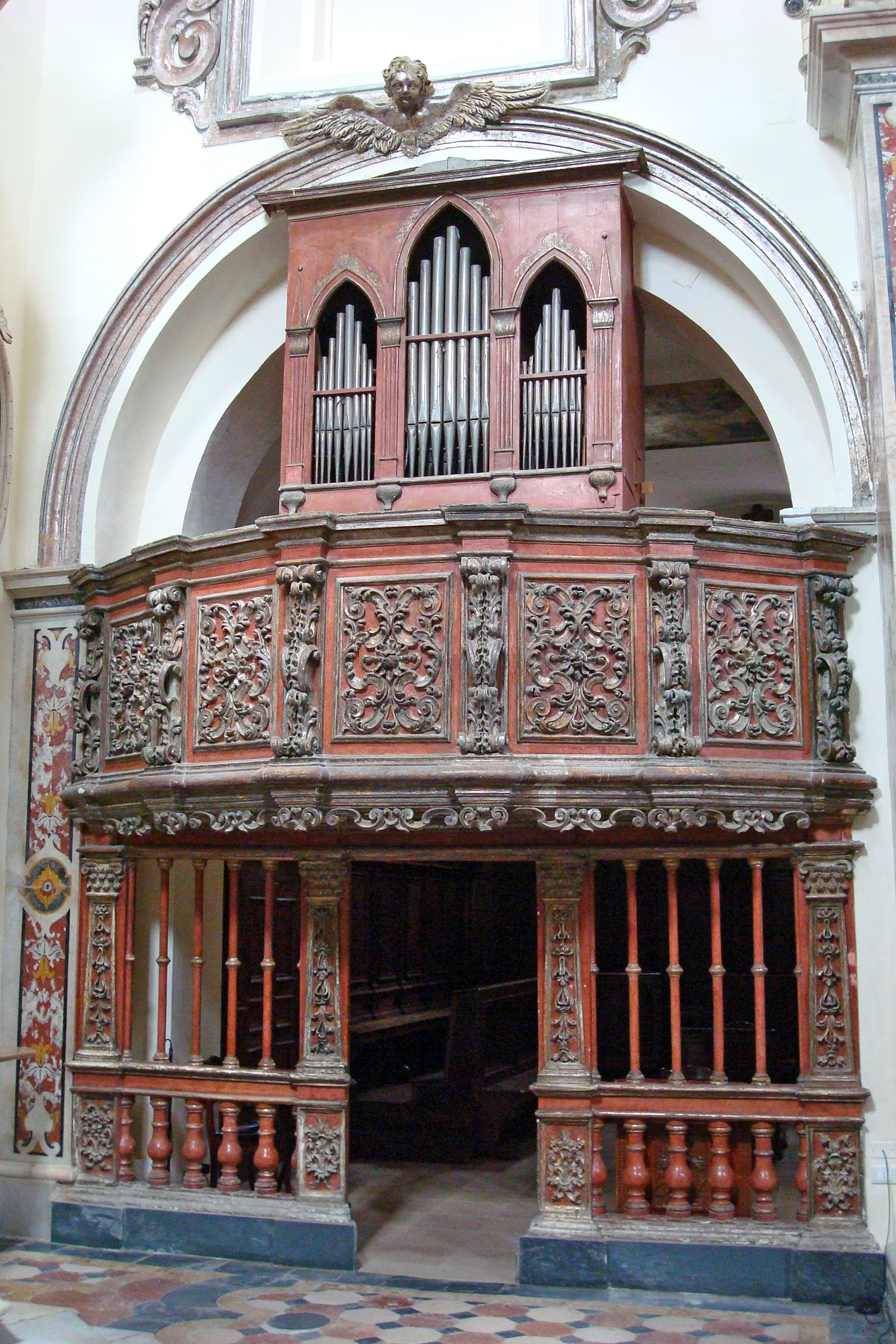
L'organo
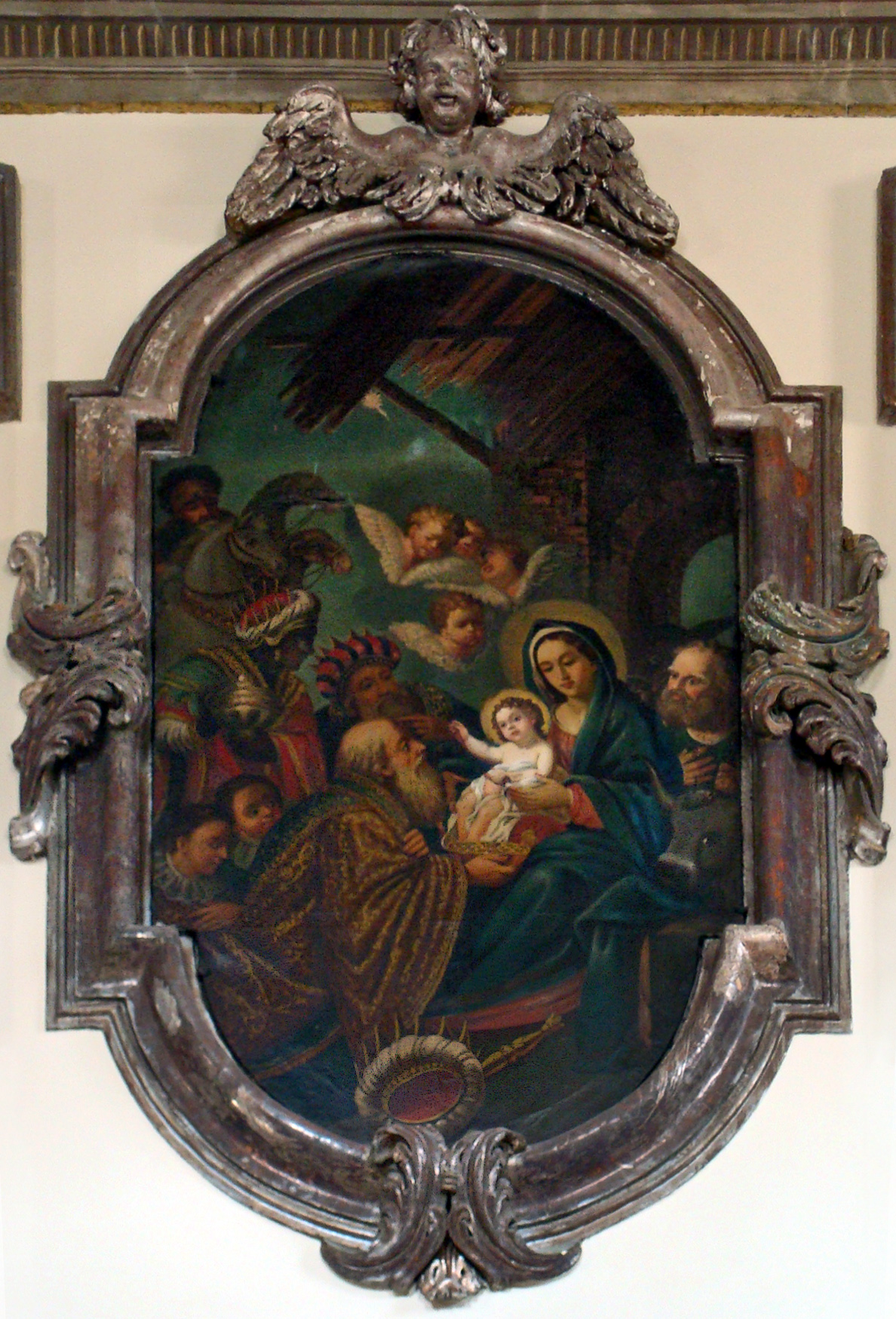
Un dipinto
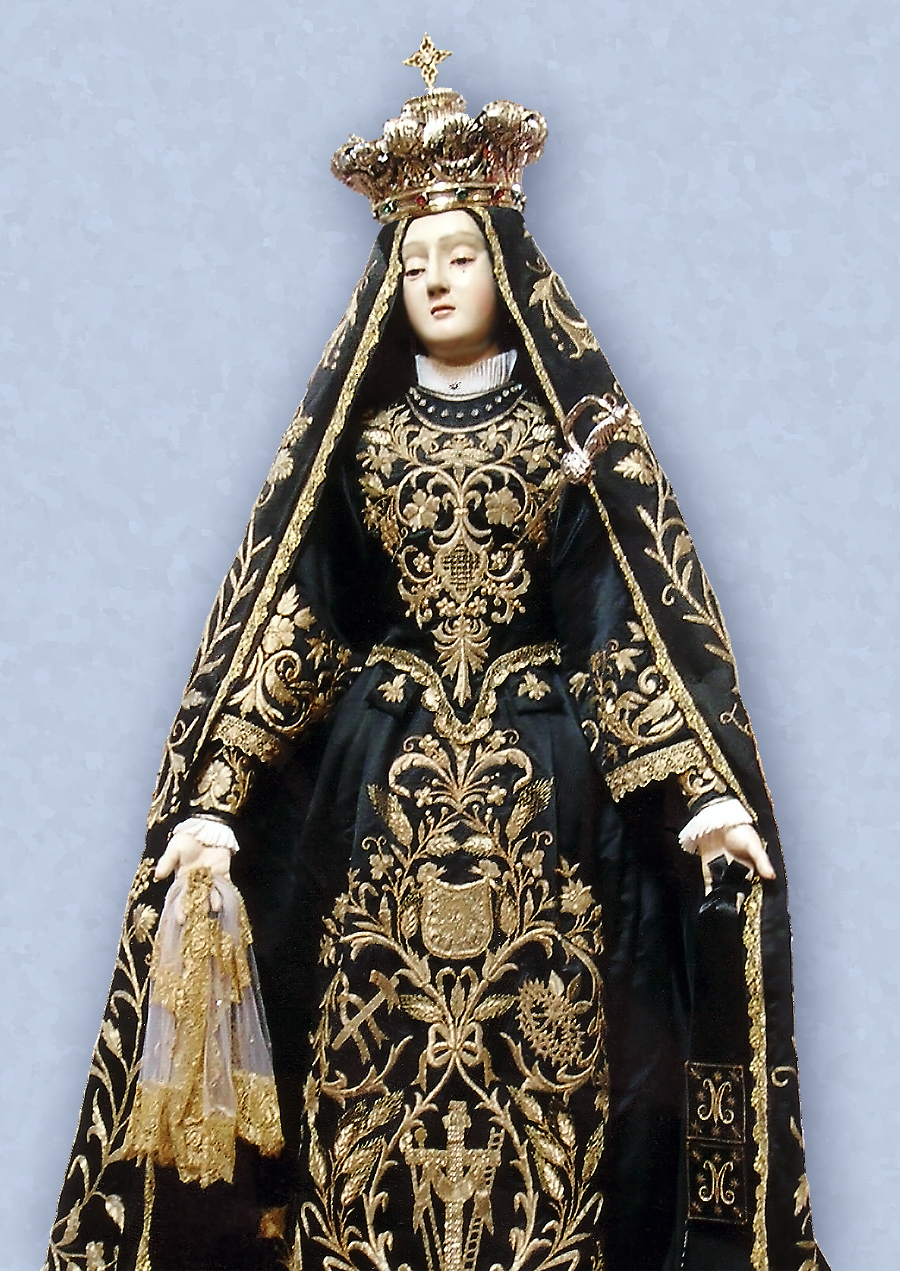
L'Addolorata